# Gian Marco Cavalli
Gian Marco Cavalli (Viadana, 1454 circa – dopo 1508) è stato un incisore, orafo e scultore italiano del primo Rinascimento, avendo lavorato a Mantova, tra gli altri, per conto di Andrea Mantegna.

## Biografia
Nato intorno al 1454 a Viadana, (oggi in provincia di Mantova), Gian Marco era figlio del notaio Andrea Cavalli, che viveva ancora nel 1495, e che possedeva delle proprietà.

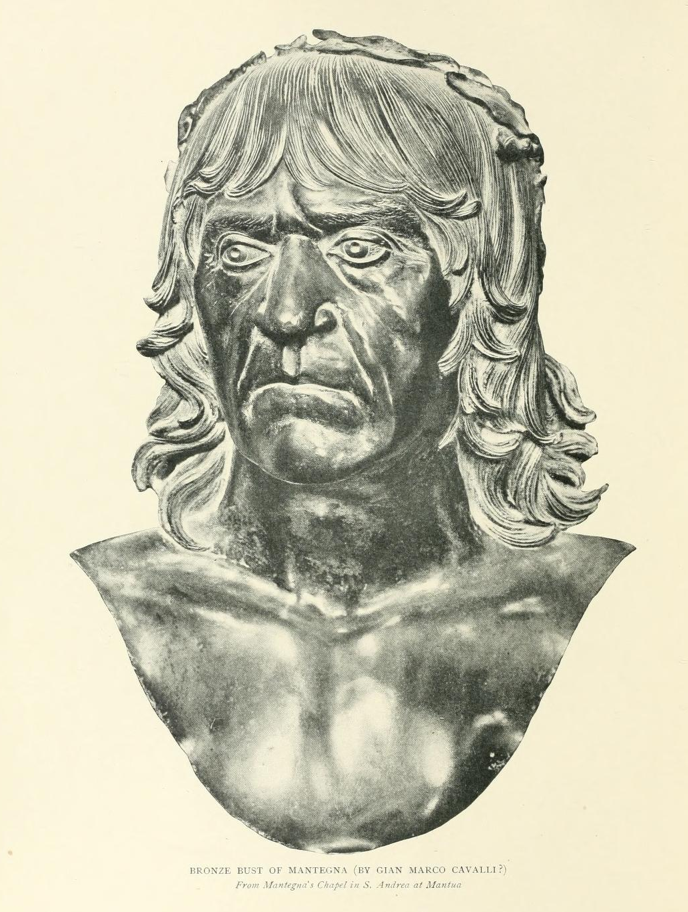
Gian Marco Cavalli (attribuzione), Busto di Andrea Mantegna, scultura in bronzo, Basilica di Sant'Andrea (Mantova), Cappella Mantegna.

Visse a Viadana gran parte della sua vita, vi fu menzionato prima come argentiere nel 1481, poi, secondo alcune lettere del marchese Federico I Gonzaga, come fornitore ufficiale della corte mantovana. Il 12 febbraio 1483, un altro documento, il più antico di questa natura, rivela che Cavalli era in contatto con un agente del marchese che desiderava affidargli un lavoro per conto di Andrea Mantegna, ovvero l'esecuzione di vasi o recipienti in modo antico, probabilmente in metallo.
Seguirono numerosi ordini: un grande tabernacolo (1485) e un imponente crocifisso (1490-1491), destinato al capitolo della cattedrale di San Pietro a Mantova, tutt'oggi scomparso.
Produttore di medaglie, un documento datato 12 marzo 1497 lo consigliò al marchese Francesco, che lo fece lavorare per la Zecca: incise monete, oltre ad alcune medaglie per Luigi Gonzaga (1499-1501) e Isabella d'Este (1503).
Il 1º marzo 1504 era a Mantova tra i testimoni di Andrea Mantegna, nonché l'11 agosto nella concessione di una cappella  nella chiesa di Sant'Andrea, destinata alla tomba del pittore e della sua famiglia.
Nel 1506, una lettera dell'imperatore Massimiliano I d'Asburgo lo lodò per il lavoro svolto per conto dell'officina monetaria di Hall in Tirol.
Il suo nome è citato per l'ultima volta nel 1508 nei registri statutari ("Libro Rosso comunale") della città di Viadana.
Gli viene dato un gran numero di discendenti, tra cui Gian Battista (att. 1523-1541), argentiere e incisore, ma senza alcuna certezza.

## Opere

### Medaglie

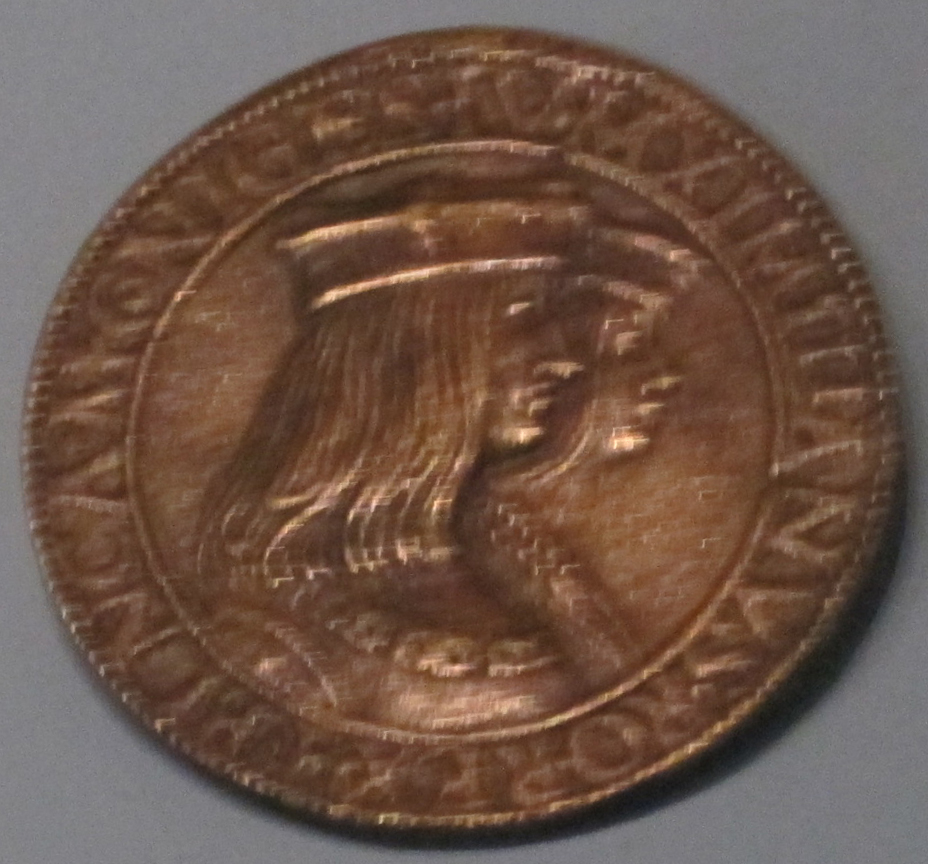
Moneta con Massimiliano I d'Asburgo e Bianca Maria Sforza.

L'attribuzione a Cavalli come medaglista pose qualche problema medaglie a partire dalla fine del XIX secolo. Il grande modulo in bronzo raffigurante la coppia imperiale al dritto e una vergine con bambino circondata da putti sul verso risale al 1506 e proviene dalle botteghe di Hall in Tirolo: è da attribuire alla sua esecuzione. Su questa base, altri otto pezzi furono aggiunti al corpus.

### Sculture
L'identificazione e il suo stile e i pezzi prodotti sono finora difficili. Uno spinario in bronzo del 1499 sarebbe di sua mano, preso da un modello antico esposto a Roma. Testimone del Mantegna per la costruzione della sua cappella, gli attribuiscono quindi il famoso busto in bronzo raffigurante il maestro (cappella del Mantegna, basilica di Sant'Andrea a Mantova).

### Incisioni su rame

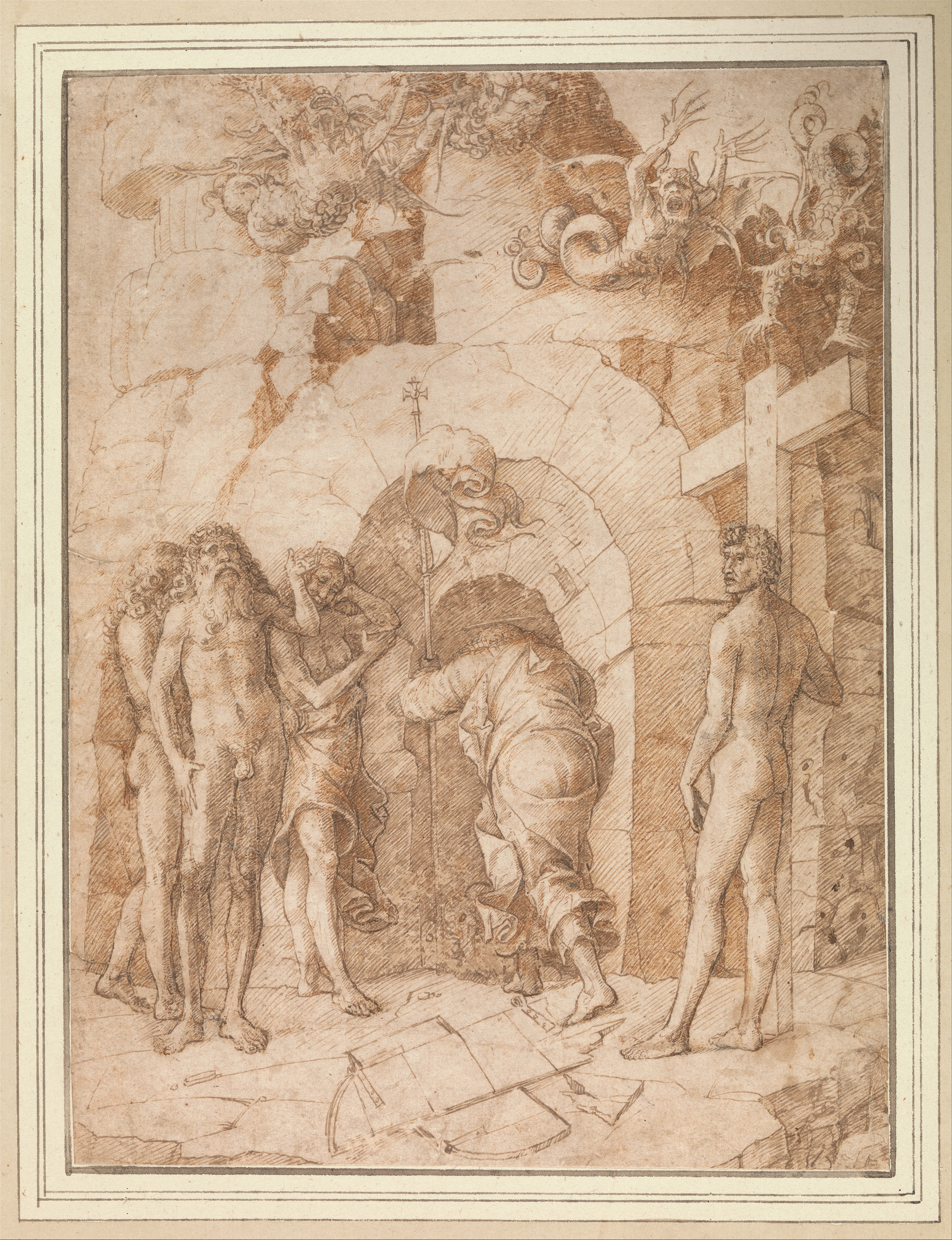
Discesa al Limbo (attribuzione), incisione di Cavalli, New York, Metropolitan Museum of Art.

Secondo la ricerca di A. Canova (2001) e S. Boorsch (2008), Cavalli sarebbe stato, dal 1475, il "primo incisore" della bottega di Andrea Mantegna e avrebbe quindi eseguito la traduzione di alcuni disegni del maestro in incisione, direttamente sulla lastra di rame. Gli vengono ora attribuite cinque targhe.